# Meng Jiao
Meng Jiao (Chino tradicional:東野; Simplificado:东野; Pinyin: Dōngyě)  (751–814) fue un poeta chino durante el Dinastía Tang. Dos de sus poemas han sido recogidos en la antología popular Trescientos Tang Poemas. Meng era el más viejo del Mid-Tang poetas y está notado para la contundencia inusual y harshness de sus poemas.

## Estudios
Con anterioridad a la 1975 publicación de Stephen Owen es La Poesía de Meng Chiao y Han Yü por Yale Prensa Universitaria, no había habido ningún estudio de Meng Jiao en inglés.

## Citas
- Graham, Un. C. (1977). Poemas del Tardíos T'ang. Nueva York: La Revisión de Nueva York de Libros. ISBN 978-1-59017-257-5
- Hinton, David (2008). Poesía china clásica: Una Antología. Nueva York: Farrar, Straus, y Giroux. ISBN 0374105367
- Leung, K.C. (San Jose Universidad Estatal). "La Poesía de Meng Chiao y Han Yü" (reseña de libros). Libros En el extranjero, ISSN 0006-7431, 07/1976, Volumen 50, Asunto 3, pp. 715
- Owen, Stephen (1996). Una Antología de Literatura china: Principios a 1911.  Nueva York, Londres: W.W. Norton.
- Ueki, Hisayuki; Uno, Naoto; Ueki, Hisayuki.  Matsuura, Tomohisa, ed. Kanshi no Jiten. Tokyo: Taishūkan Shoten. p. 110. OCLC 41025662., Akira (1999). "Shijin A Shi ningún Shōgai (Mō Kō)".  Ueki, Hisayuki.  Matsuura, Tomohisa, ed. Kanshi no Jiten. Tokyo: Taishūkan Shoten. p. 110. OCLC 41025662. Matsuura, Tomohisa. Ueki, Hisayuki.  Matsuura, Tomohisa, ed. Kanshi no Jiten. Tokyo: Taishūkan Shoten. p. 110. OCLC 41025662. Ueki, Hisayuki.  Matsuura, Tomohisa, ed. Kanshi no Jiten. Tokyo: Taishūkan Shoten. p. 110. OCLC 41025662. (en japonés). Tokyo: Taishūkan Shoten. p. 110. Ueki, Hisayuki.  Matsuura, Tomohisa, ed. Kanshi no Jiten. Tokyo: Taishūkan Shoten. p. 110. OCLC 41025662. Ueki, Hisayuki.  Matsuura, Tomohisa, ed. Kanshi no Jiten. Tokyo: Taishūkan Shoten. p. 110. OCLC 41025662..
- Wu, John C. H. (1972). Las Cuatro Estaciones de Tang Poesía. Rutland, Vermont: Charles E. Tuttle. ISBN 978-0-8048-0197-3

## Lectura más lejana
- Owen, Stephen. La Poesía de Meng Chiao y Han Yü. Yale Prensa universitaria, 1975.